# مدروج سنخي شرياني
المدروج السنخي الشرياني (بالإنجليزية: A-a gradient) هو مقياس للفرق بين التركيز السنخي (A) والتركيز الشرياني (a) للأكسجين يُستخدم لتشخيص مصدر نقص الأكسجة.
يساعد المدروج السنخي الشرياني في تقييم سلامة الشعيرات الدموية السنخية. على سبيل المثال: يكون الأكسجين الشرياني أو الضغط الجزئي الشرياني للأكسجين PaO2 لدى الشخص الذي يقطن في المرتفعات العالية منخفضًا بسبب انخفاض الضغط السنخي للأكسجين PAO2 فقط. ومع ذلك، في حالات افتراق التروية والتهوية كما في الانصمام الرئوي أو التحويلة من اليمين إلى اليسار، لا ينتقل الأكسجين بشكل فعال من الحويصلات السنخية إلى الدم الأمر الذي يؤدي إلى ارتفاع المدروج السنخي الشرياني.
يكون الضغط الجزئي للأكسجين متوازنًا بين الشعيرات الدموية الرئوية والغازات السنخية، ولكن لا يبقى هذا التوازن مستمرًا خلال الدورة الدموية الرئوية كاملةً. وكقاعدة عامة، يكون الضغط السنخي للأكسجين أعلى دائمًا من الضغط الجزئي الشرياني للأوكسجين بما لا يقل عن 5-10 مليمتر زئبقي حتى لدى الشخص السليم الذي يتمتع بتهوية وتروية طبيعيتين. يوجد هذا المدروج بسبب التحويلة الفيزيولوجية من اليمين إلى اليسار وافتراق التهوية والتروية الفيزيولوجي الناجم عن الاختلافات المعتمدة على الجاذبية في تروية المناطق المختلفة من الرئتين. تنقل أوعية الشعب الهوائية العناصر الغذائية والأكسجين إلى أنسجة رئوية محددة، ويصب بعض هذه الدم الوريدي منزوع الأكسجين في الأوردة الرئوية الغنية بالأكسجين ما يسبب التحويلة من اليمين إلى اليسار. بالإضافة إلى ذلك، يغير تأثير الجاذبية تدفق كل من الدم والهواء بحسب مناطق الرئة. يكون كل من التروية والتهوية في الرئة بوضعية الوقوف أكبر في القاعدة، ولكن يكون مدروج التروية أكثر انحدارًا من مدروج التهوية في القمة مقارنةً بالقاعدة، لذلك تكون نسبة التهوية إلى التروية أعلى في القمة. يعني ما سبق أن الدم الذي يتدفق عبر الشعيرات الدموية في قاعدة الرئة ليس مؤكسجًا بالكامل.

## القيم ومعانيها
يفيد المدروج السنخي الشرياني في تحديد مصدر نقص الأكسجة، ويساعد في عزل موقع المشكلة فإما أن تكون داخل رئوية (داخل الرئتين) أو خارج رئوية (في مكان آخر من الجسم).
يكون المدروج السنخي الشرياني لشاب غير مدخن يتنفس الهواء العادي بين 5-10 ميليمتر زئبقي، ويزيد المدروج عادةً مع التقدم بالعمر؛ فمن المتوقع أن يزداد المدروج لكل عقد يعيشه أي شخص 1 مليمتر زئبقي. يكون التقدير المحافظ للمدروج الطبيعي أقل من [العمر في بالسنوات/4] + 4. وبالتالي، يجب أن يملك الشخص البالغ من العمر 40 عامًا مدروجًا أقل من 14 مليمتر زئبقي.
يشير ارتفاع المدروج إلى قيم غير طبيعية إلى وجود خلل في الانتشار كافتراق التهوية والتروية (نسبة التهوية إلى التروية) أو التحويلة من اليمين إلى اليسار.
يُقارَب المدروج السنخي الشرياني على النحو التالي: (150 – 5/4(PCO2)) – PaO2 عند مستوى سطح البحر وفي هواء الغرفة (يكون الضغط الجزئي للأكسجين السنخي
0.21×(760-47) = 149.7 مليمتر زئبقي، بعد الأخذ بالحسبان بخار الماء). إن السبب الرياضي المباشر للقيم الكبيرة هو انخفاض الضغط الجزئي للأكسجين PaO2، أو انخفاض الضغط الجزئي لثنائي أكسيد الكربون في الدم PCO2، أو انخفاض كليهما. تجري عملية تبادل ثنائي أكسيد الكربون في الرئتين بسهولة، ويرتبط انخفاض PCO2 الشرياني بشكل مباشر بحجم الهواء في الدقيقة؛ ولذلك يشير انخفاض PCO2 في الشرايين إلى استخدام الجهاز التنفسي جهدًا إضافيًا لأكسجة الدم. يشير انخفاض PaO2 إلى أن الحجم الحالي للهواء في الدقيقة (سواء كان مرتفعًا أو طبيعيًا) غير كافٍ لإيصال الكمية المناسبة من الأكسجين إلى الدم. لذلك، يوضح المدروج السنخي الشرياني بشكل أساسي العلاقة بين الجهد التنفسي العالي (PCO2 الشرياني منخفض) ومقدار الأكسجة المحقق (PaO2 الشرياني). قد يشير المدروج العالي إلى أن المريض يتنفس بصعوبة لتحقيق مستويات الأكسجين الطبيعي، أو أن المريض يتنفس بشكل طبيعي ولكنه يحصل على نسبة منخفضة من الأكسجة، أو أن المريض يتنفس بصعوبة ولا يزال يفشل في تحقيق مقدار الأكسجة الطبيعي.
لن يزداد المدروج إذا كان نقص الأكسجة متناسبًا مع الجهد التنفسي المنخفض؛ وبالتالي سيملك الشخص السليم الذي يعاني نقص التهوية قيم أكسجة منخفضة، ولكن سيكون المدروج السنخي الشرياني لديه طبيعيًا. يمكن للمستويات المرتفعة من ثنائي أكسيد الكربون الناتجة عن نقص التهوية إخفاء ارتفاع المدروج، وهذ ما يجعله أكثر فائدةً في حالات فرط التهوية.